# Holm, Halmstads kommun
Holm är en tätort i Halmstads kommun i Hallands län och kyrkbyn i Holms socken.
Holm är ett villasamhälle 7 km norr om Halmstad. På orten finns Holms kyrka, förskola samt låg- och mellanstadieskola. I närheten finns Holms golfklubb

## Befolkningsutveckling
| Befolkningsutvecklingen i Holm 1965–2020 | Befolkningsutvecklingen i Holm 1965–2020 | Befolkningsutvecklingen i Holm 1965–2020 | Befolkningsutvecklingen i Holm 1965–2020 | Befolkningsutvecklingen i Holm 1965–2020 |
| ---------------------------------------- | ---------------------------------------- | ---------------------------------------- | ---------------------------------------- | ---------------------------------------- |
|                                          |                                          |                                          |                                          |                                          |
| År                                       |                                          |                                          | Folkmängd                                | Areal (ha)                               |
| 1965                                     | 1965                                     |                                          | 271                                      |                                          |
| 1970                                     | 1970                                     |                                          | 421                                      |                                          |
| 1975                                     | 1975                                     |                                          | 457                                      |                                          |
| 1980                                     | 1980                                     |                                          | 439                                      |                                          |
| 1990                                     | 1990                                     |                                          | 411                                      | 65                                       |
| 1995                                     | 1995                                     |                                          | 485                                      | 55                                       |
| 2000                                     | 2000                                     |                                          | 449                                      | 55                                       |
| 2005                                     | 2005                                     |                                          | 462                                      | 55                                       |
| 2010                                     | 2010                                     |                                          | 565                                      | 56                                       |
| 2015                                     | 2015                                     |                                          | 764                                      | 113                                      |
| 2020                                     | 2020                                     |                                          | 828                                      | 117                                      |
| Anm.: Ny tätort 1965                     |                                          |                                          |                                          |                                          |